# Pugili fragili
Pugili fragili è il sesto album in studio del cantante italiano Piero Pelù, uscito il 21 febbraio 2020. 
Ha collaborato con Greta Thunberg nel brano Picnic all'inferno (campionando la sua voce in alcune parti del brano), con Francesco Sarcina de Le Vibrazioni (che firma il brano Luna nuda) e con Andrea Appino dei The Zen Circus nel brano Fossi foco.
I brani contenuti, a detta dello stesso cantante prima della sua partecipazione al Festival di Sanremo 2020, sono una commistione dei diversi generi musicali che hanno influenzato la quarantennale carriera, prima con i Mugnions, poi con i Litfiba e infine nella sua avventura solista.
Oltre al blues rock con cori gospel e campionamenti di elettrorap di Picnic all'inferno, all'elettropop di Gigante e al pop rock della title track, vi si trova heavy metal (Ferro caldo), dance pop (Luna nuda), pop punk (Cuore matto), new wave e synth-pop (Nata libera), senza dimenticare il punk rock (Fossi foco), il rock alternativo (Stereo santo) e il rap rock (Canicola).

## Tracce
Testi di Pelù, eccetto dove indicato.
1. Picnic all'inferno – 3:18 (musica: Pelù, Chiaravalli, Simonetta)
2. Gigante – 3:40 (musica: Pelù, Chiaravalli)
3. Ferro caldo – 3:55 (musica: Pelù, Chiaravalli)
4. Pugili fragili – 3:18
5. Luna nuda – 3:21 (musica: Pelù, Chiaravalli, Sarcina)
6. Cuore matto – 3:06 (testo: Ambrosino – musica: Savio)
7. Nata libera – 3:12 (musica: Pelù, Chiaravalli)
8. Fossi foco – 3:32 (testo: Pelù, Appino – musica: Pelù, Appino)
9. Stereo santo – 3:32 (musica: Pelù)
10. Canicola – 3:07 (musica: Pelù)

## Formazione
- Piero Pelù - voce, chitarre, sonar moog, percussioni e cori
- Luca Chiaravalli - chitarre, tastiere, programmazione, percussioni, moog
- Giacomo Castellano - chitarre
- Dado Moroni - basso
- Luca Martelli - batteria
- Biagio Sturiale - chitarre (tracce 1, 4, 6, 7, 9)
- Davide Simonetta - chitarre e basso (traccia 1)
- Giacomo Epifani - chitarre (traccia 2, 4)
- Marco Barusso - chitarre (traccia 2)
- Eleonora Montagnana - violini (traccia 4, 6)
- Gianna Fratta - tastiere (traccia 4)
- Emiliano Bassi - batteria (traccia 6), tastiere e programmazioni (traccia 2, 8)
- Fabio Barnaba - violini (traccia 6)
- Greta Thunberg - voce campionata (traccia 1)
- Andrea Appino - voce, chitarre (traccia 8)

## Classifiche
| Classifica (2020) | Posizione massima |
| ----------------- | ----------------- |
| Italia            | 1                 |
| Italia (vinili)   | 1                 |
| Svizzera          | 1                 |